# ديغبي سميث
ديغبي سميث (بالإنجليزية: Digby Smith)‏ هو مؤرخ عسكري وكاتب بريطاني، ولد في 1935 في ألدرشوت في المملكة المتحدة.

## وصلات خارجية
- ديغبي سميث على موقع IMDb (الإنجليزية)